# Frazera

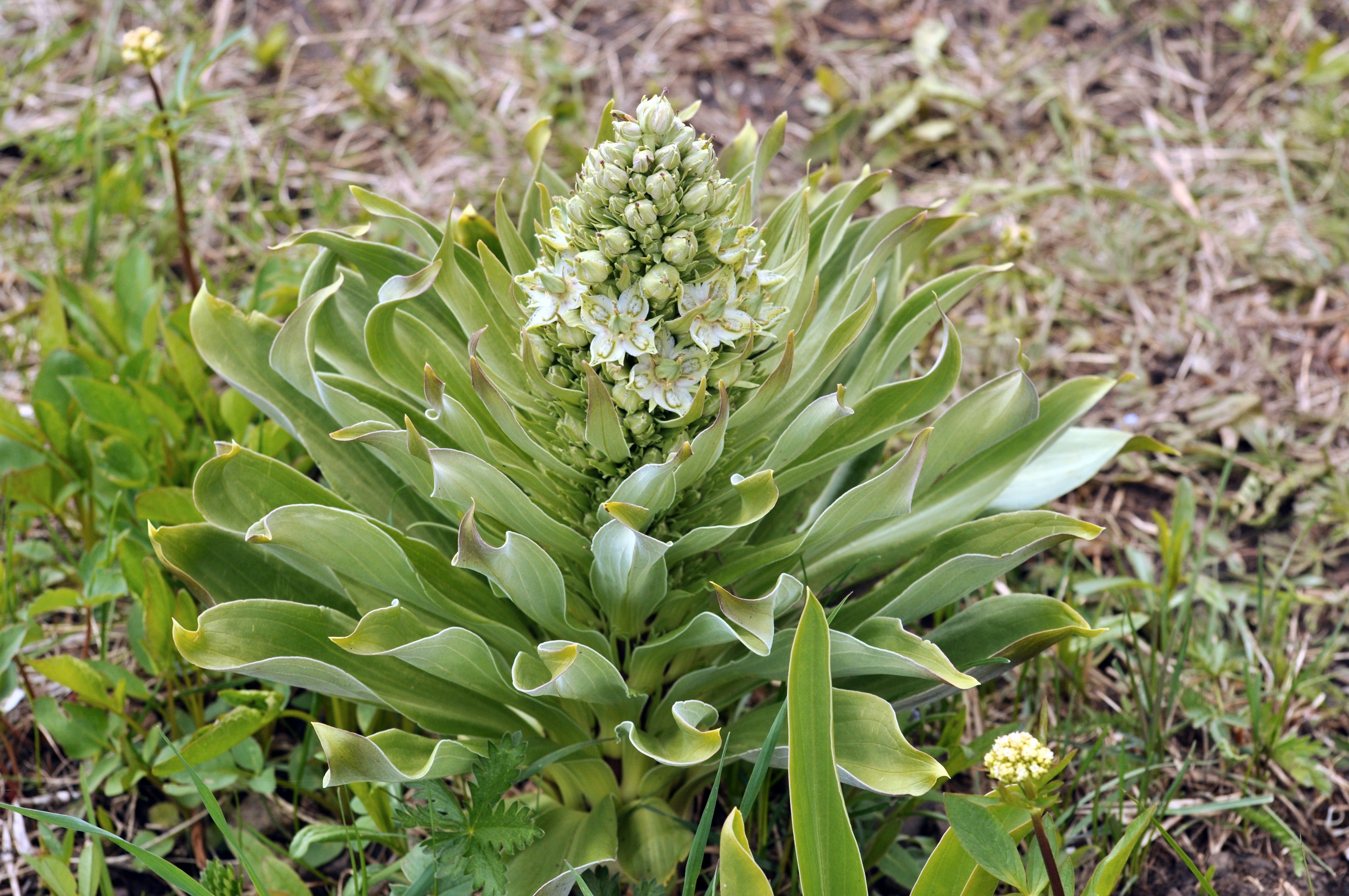
Frasera speciosa

Frazera (Frasera) je rod rostlin z čeledi hořcovité. Jsou to dvouleté nebo vytrvalé byliny s přízemní růžicí jednoduchých listů a bílo-zelenými, pravidelnými, čtyřčetnými květy ve vrcholičnatém květenství. Rod zahrnuje 14 druhů a je rozšířen v Severní Americe, zejména v západní polovině USA. Některé druhy byly v minulosti používány v medicíně.

## Popis
Frazery jsou dvouleté až vytrvalé byliny s jednoduchým vzpřímeným stonkem. Listy jsou u některých druhů pouze v přízemní růžici, u jiných je olistěný i stonek. Listy jsou jednoduché, celistvé, kopinaté až lžicovité, přisedlé nebo řapíkaté, vstřícné nebo přeslenité. Žilnatina je zpeřená nebo tvořená několika souběžnými žilkami. Květy jsou uspořádány ve vrcholičnatých květenstvích. Kalich je členěný do 4 úzkých laloků. Koruna je většinou bílo-zelená s tmavou kresbou, kolovitá, s korunní trubkou a 4 cípy. Tyčinky jsou 4, přirostlé na bázi krátké korunní trubky. Semeník je srostlý ze 2 plodolistů a obsahuje jedinou komůrku. Blizna je dvouklaná. Plodem je tobolka s mnoha semeny, obklopená vytrvalým okvětím. U některých druhů jsou semena křídlatá.

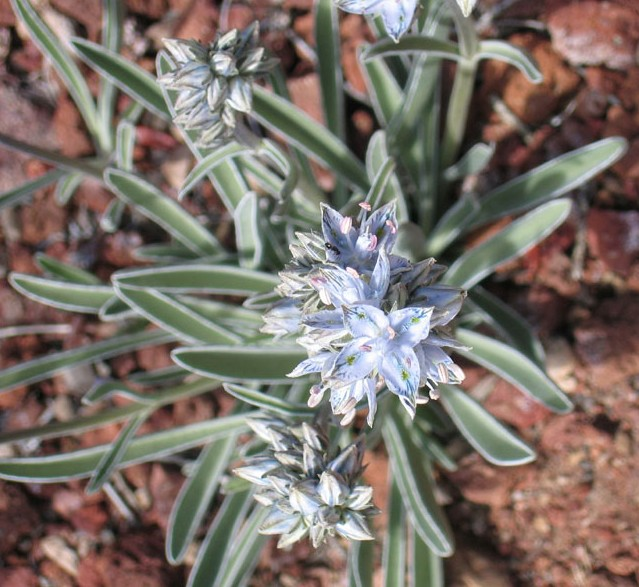
Frasera albicaulis
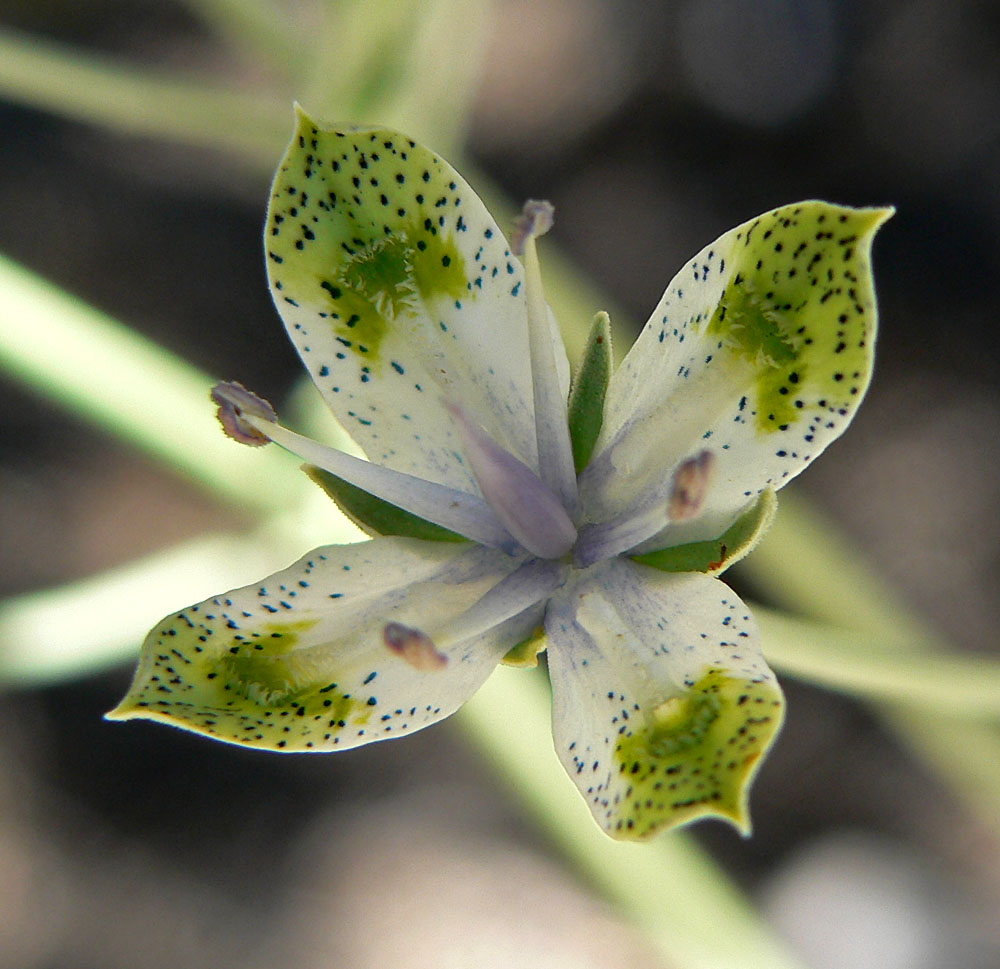
Detail květu Frasera albomarginata
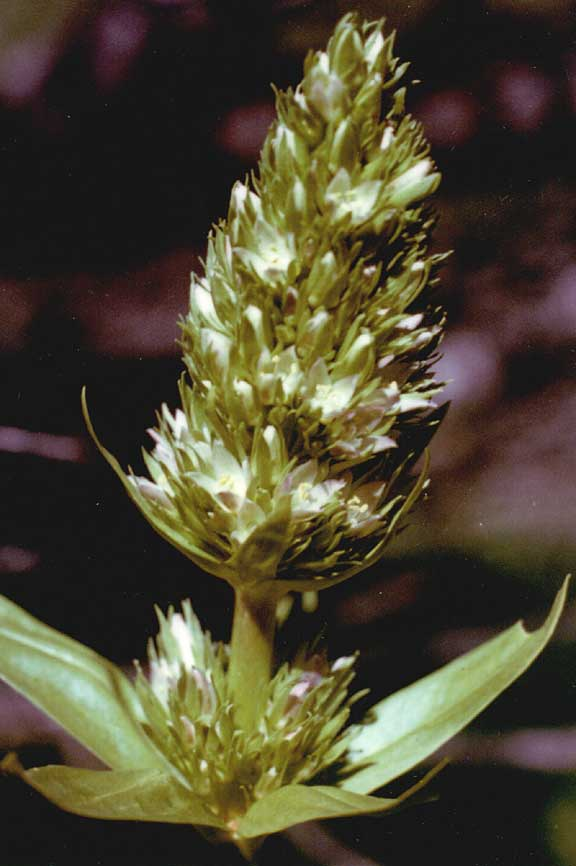
Květenství Frasera fastigiata

## Rozšíření
Rod frazera zahrnuje (v současném pojetí) 14 druhů a je rozšířen v Severní Americe. Převážná většina druhů se vyskytuje v západní polovině USA. Největší areál má druh Frasera speciosa, rozšířený téměř v celé západní polovině USA a přesahující i do severního Mexika, a Frasera caroliniensis ve východní polovině USA s přesahem do kanadské provincie Ontario. Zbývající druhy jsou svým výskytem omezeny na západní polovinu USA.

## Taxonomie
Rod Frasera je v rámci čeledi hořcovité řazen do tribu Gentianeae a subtribu Swertiinae. Podle výsledků molekulárních studií se jedná o monofyletický taxon. Někteří taxonomové řadili rod Frasera jako samostatnou sekci do rodu kropenáč (Swertia), který se naopak ukazuje jako taxon silně parafyletický a čeká na taxonomickou revizi. Oba rody jsou morfologicky jen slabě odlišitelné. Čnělka je u většiny druhů Frasera delší než u rodu Swertia a květy jsou čtyřčetné, zatímco u Swertia převažují pětičetné květy.

## Význam
Čerstvý kořen frazery byl v minulosti doporučován jako projímadlo a emetikum, sušený jako tonikum, antiseptikum a proti střevním parazitům.